# La Vivandière
La Vivandière (Markitenka in Russia) è un balletto in un atto di Arthur Saint-Léon e Fanny Cerrito, musicato da Cesare Pugni, messo in scena a Londra, al His Majesty's Theatre, il 23 maggio 1844.
La prima ballerina era Fanny Cerrito (Kathi, la Vivandière) e Arthur Saint-Léon impersonava Hans.

## Riprese
- Saint-Léon per il Ballet du Her Majesty's Theatre - 1845, 1846, e 1848.
- Jules Perrot per il Ballet imperial sotto il titolo Markitenka, prima il 13/25 dicembre (calendario giuliano/calendario gregoriano) 1855 al Teatro Bol'šoj Kamennyj, a San Pietroburgo. Primi ballerini: Maria Petipa (Kath, la Vivandière) e Jules Perrot (Hans).
- Marius Petipa per il Ballet impérial, prima 8/20 ottobre 1881 au Teatro Mariinskij, a San Pietroburgo.

## Pas de six
Il Pas de six della versione originale di questo balletto di Saint-Léon e Cerrito venne notato attraverso il metodo di notazione dei movimenti ideato dallo stesso Saint-Léon, la Sténochorégraphie (stenocoreografia). Nel 1975 questo Pas de six venne ricostruito, sulla musica originale di Pugni, da Ann Hutchinson (specialista in notazione del movimento) e da Pierre Lacotte per il Joffrey Ballet. Nel 1978 Lacotte rimise in scena il balletto per il Teatro Mariinskij (ex Ballet Impérial), che lo mantiene ancora in repertorio. Il Pas de six è stato messo in scena da diverse compagnie in tutto il mondo. Esso è anche noto come Pas de six de la Vivandière o Pas de six de Markitenka (in Russia).